# U Pyxidis
U Pyxidis är en orange jättestjärna (K2III) i Kompassens stjärnbild. Den misstänktes vara variabel och blev den fjärde stjärnan i stjärnbilden som fick en variabeldesignation åsatt. Noggrannare mätningar har kunnat fastslå att den inte är variabel. Stjärnan är av visuell magnitud +7,55 och därmed inte synlig för blotta ögat.